# La Pyle
La Pyle ist eine französische Gemeinde mit 157 Einwohnern (Stand: 1. Januar 2022) im Département Eure in der Region Normandie (vor 2016 Haute-Normandie). Sie gehört zum Arrondissement Bernay und zum Kanton Le Neubourg. Die Einwohner werden Pylois genannt.

## Geografie
La Pyle liegt in Nordfrankreich, etwa 35 Kilometer südsüdwestlich von Rouen. Umgeben wird La Pyle von den Nachbargemeinden Saint-Meslin-du-Bosc im Nordwesten und Norden, Tourville-la-Campagne im Norden, Amfreville-Saint-Amand im Nordosten und Osten, Le Troncq im Südosten und Süden sowie Le Bosc du Theil im Westen und Nordwesten.

## Bevölkerungsentwicklung
| Jahr                       | 1962 | 1968 | 1975 | 1982 | 1990 | 1999 | 2006 | 2019 |
| Einwohner                  | 68   | 79   | 74   | 118  | 141  | 115  | 155  | 169  |
| Quellen: Cassini und INSEE |      |      |      |      |      |      |      |      |

## Sehenswürdigkeiten

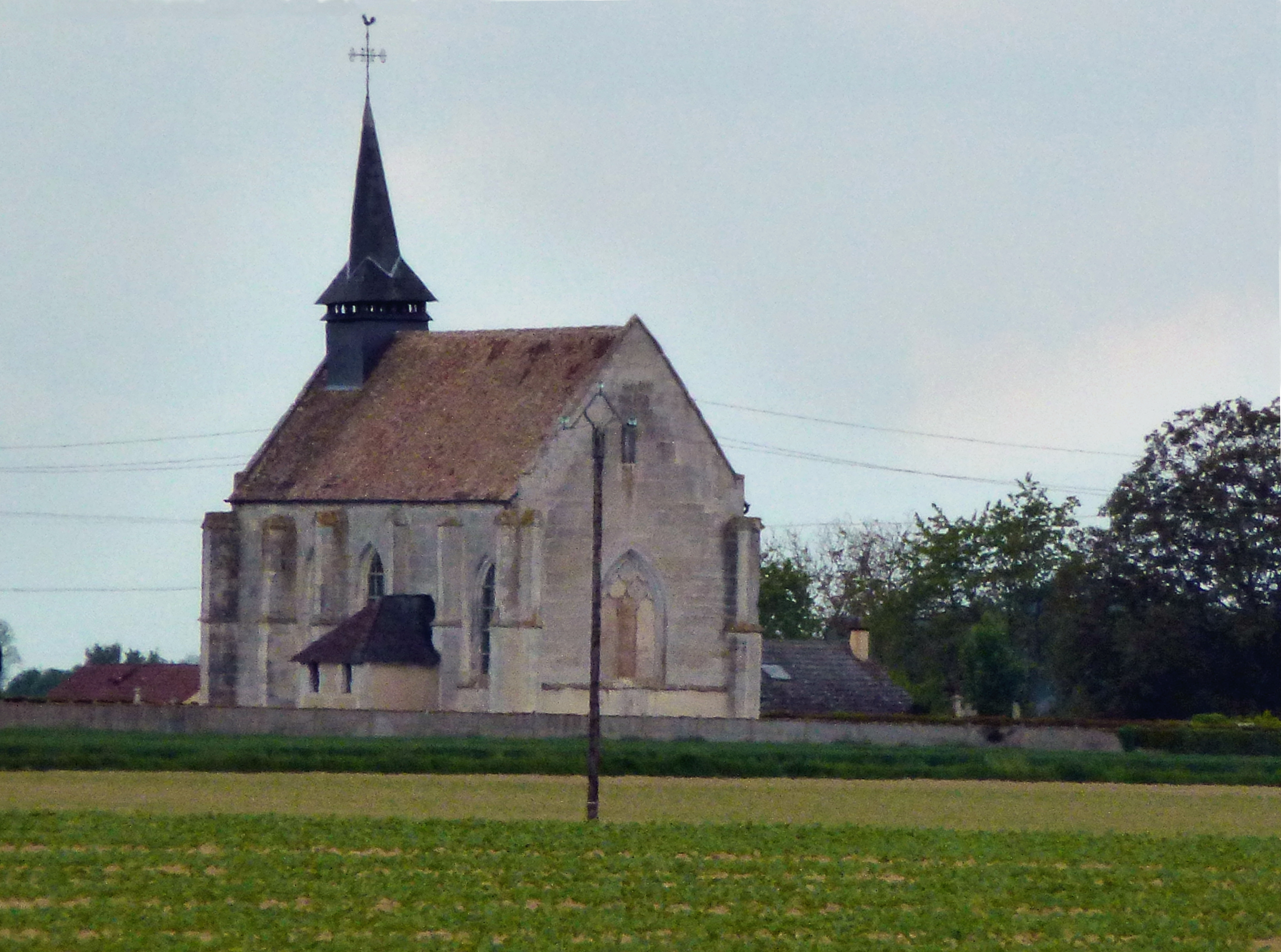
Kirche Saint-Léonard

- Kirche Saint-Léonard